# Oenoptera rhea
Oenoptera rhea är en fjärilsart som beskrevs av William Schaus 1914. Oenoptera rhea ingår i släktet Oenoptera och familjen nattflyn. Inga underarter finns listade i Catalogue of Life.